# Marseille (televisieserie)
Marseille is een Franse politieke dramaserie bedacht door Dan Franck met Gérard Depardieu in de hoofdrol. De serie wordt uitgezonden op Netflix. Het eerste seizoen bestaat uit acht afleveringen. Op 6 juni 2016 heeft Netflix bekendgemaakt dat er een tweede seizoen van de serie volgt. Seizoen 2 zal was vanaf 23 februari 2018 op Netflix te zien.

## Plot
Robert Taro is 20 jaar de burgemeester van Marseille. De komende verkiezingen zal hij aftreden en de macht overdragen aan zijn zelf klaargestoomde opvolger. Taro wordt echter gedwongen zichzelf alsnog verkiesbaar te stellen en de strijd met Barres (zijn opvolger) aan te gaan.

## Cast

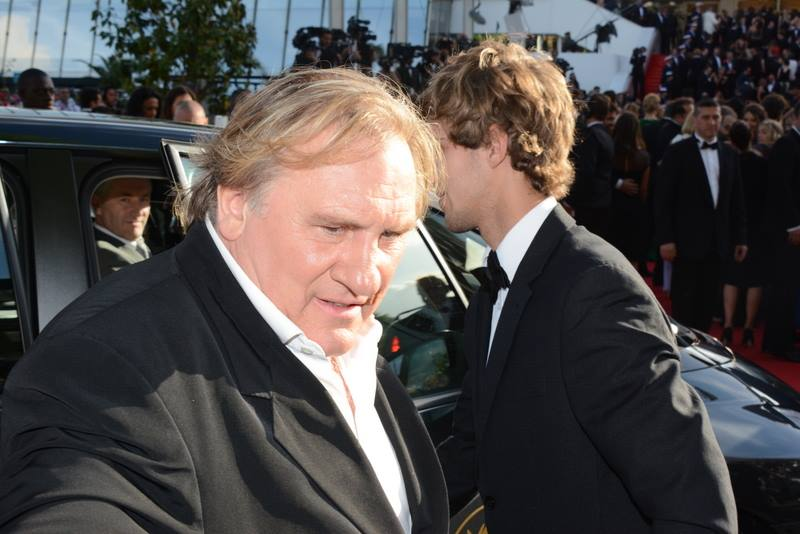
Gérard Depardieu

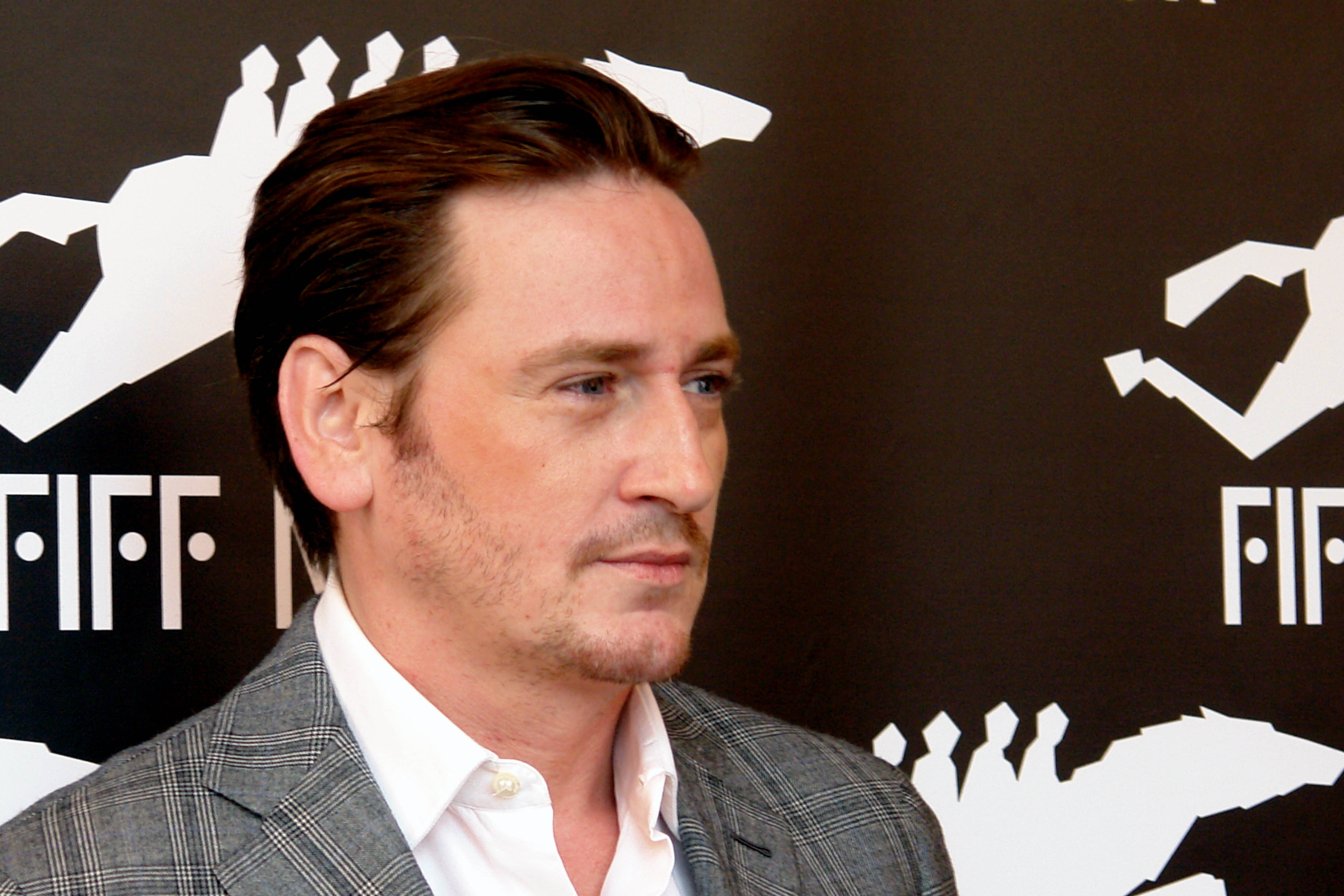
Benoît Magimel

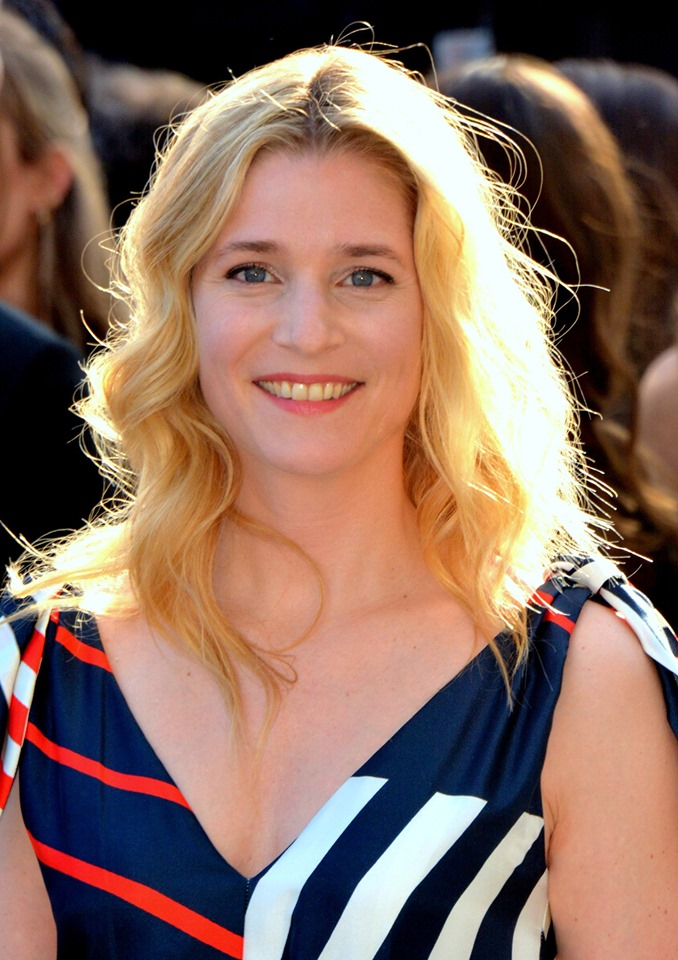
Natacha Régnier

### Hoofdrollen
| Acteur            | Rol                |
| ----------------- | ------------------ |
| Gérard Depardieu  | Robert Taro        |
| Benoît Magimel    | Lucas Barrès       |
| Géraldine Pailhas | Rachel Taro        |
| Stéphane Caillard | Julia Taro         |
| Nadia Fares       | Vanessa d'Abrantes |

### Bijrollen
| Acteur             | Rol              |
| ------------------ | ---------------- |
| Guillaume Arnault  | Eric             |
| Hedi Bouchenafa    | Farid            |
| Nassim Lyes        | Selim            |
| Jean-René Privat   | Cosini           |
| Pascal Elso        | Pierre Chasseron |
| Carolina Jurczak   | Barbara          |
| Eric Savin         | Pharamond        |
| Hippolyte Girardot | Dr. Osmont       |
| Lionel Erdogan     | Alain Costabone  |
| Daniel Njo Lobé    | Fred             |
| Natacha Régnier    | Jeanne Coste     |
| Vladimir Consigny  | Driss Ayoub      |